# Vincotto

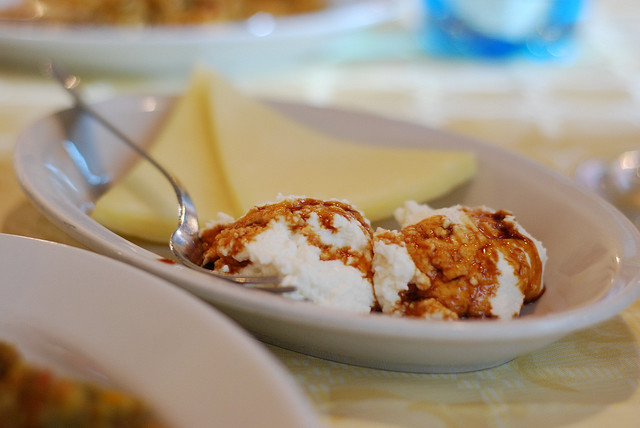
Ricotta mit Vincotto

Vincotto (von lat. vino cotto – gekochter Wein) ist der eingetragene Markenname für eine italienische Würzspezialität aus eingedicktem Traubenmost.

## Herstellung
Zur Herstellung des Vincotto werden Weintrauben der Sorten Negroamaro und Malvasia nera (Malvasia Nera di Basilicata, Malvasia Nera di Brindisi und Malvasia Nera di Lecce) verwendet, die noch am Weinstock unter der Einwirkung der Sonne eintrocknen. Aus diesen Trauben wird anschließend ein Most gewonnen, der 20 Stunden lang auf 1/5 seines Volumens eingekocht wird, wodurch eine Art Sirup entsteht; dieser wird anschließend mit etwas Essig versetzt und in Eichenfässer gefüllt und einer Lagerung von vier Jahren unterzogen.
Nach der Reifung wird der Vincotto entweder unverschnitten abgefüllt oder mit Früchten oder Fruchtessenzen aromatisiert, z. B. mit Orangen, Zitronen, Himbeeren, Feigen oder Johannisbrot.

## Verwendung
Vincotto wird als eine eigenständige Würzspezialität verwendet. Sein besonderes Aroma setzt sich aus der schweren Sirupsüße mit einer feinen Essignote zusammen. Auf Grund dieser Zusammensetzung eignet sich Vincotto sowohl zum Aromatisieren von Süßspeisen und Obst wie auch zum Würzen von Salaten, Gemüse-, Fleisch- und Geflügelgerichten, Käse und Risotto.